# Metropolitan Tower
Pour le gratte-ciel de Chicago, voir Metropolitan Tower (Chicago).
La Metropolitan Tower est un gratte-ciel résidentiel new-yorkais haut de 218 mètres pour soixante-huit étages ; il compte 235 appartements.
Il se trouve dans la partie ouest de la 57e rue, dans Midtown Manhattan.